# 二兎社
二兎社（にとしゃ）は、永井愛が主宰する日本の劇団。

## 概要
1981年（昭和56年）、永井愛と大石静によって結成される。二人で結成した理由は「男の人を入れると仕切られちゃうから」。劇団名の「二兎社」は、永井と大石が二人とも卯年だったことから名付けられた。永井は脚本・出演のほか演出も担当したが、大石は脚本・出演のみで演出は担当しなかった。
1991年（平成3年）にテレビドラマ脚本家として多忙となった大石が二兎社を離れ、以後は永井が主宰をつとめる演劇ユニットとして活動している。

## 上演作品
公演日、劇場は東京公演を記載
| 公演                          | 作品名                            | 作・演出                            | メインキャスト                 | 公演期間                  | 劇場                         |
| ----------------------------- | --------------------------------- | ----------------------------------- | ------------------------------ | ------------------------- | ---------------------------- |
| 第1回公演                     | 兎たちのパレード                  | 大石静 高橋正篤                     |                                | 1981年8月28日 - 31日      | 池袋パモス青芸館             |
| 第2回公演                     | アフリカの叔父さん                | 永井愛 花房徹                       |                                | 1982年1月28日 - 31日      | 池袋パモス青芸館             |
| 第3回公演                     | 水曜日の風景                      | 大石静 花房徹                       |                                | 1982年1月28日 - 31日      | 池袋パモス青芸館             |
| 第4回公演                     | 私もカメラ〜黒髪先生事件報告〜    | 永井愛                              |                                | 1983年2月18日 - 28日      | 池袋パモス青芸館             |
| 第5回公演                     | VALUE価値                         | 大石静                              |                                | 1983年8月19日 - 29日      | 池袋パモス青芸館             |
| 第6回公演                     | ファンレター〜大根役者殺人事件〜  | 秋本一平 永井愛                     | 大石静 永井愛                  | 1984年1月13日 - 22日      | 銀座みゆき館劇場             |
| 第7回公演                     | カズオ                            | 永井愛                              |                                | 1984年5月18日 - 22日      | 池袋パモス青芸館             |
| 第8回公演                     | 女神様のランプ                    | 大石静 永井愛                       |                                | 1984年8月17日 - 27日      | 銀座みゆき館劇場             |
| 第9回公演                     | 改訂版カズオ                      | 永井愛                              | 大石静 永井愛                  | 1985年3月7日 - 16日       | 銀座みゆき館劇場             |
| 第10回公演                    | 満点の星よ                        | 永井愛                              | 永井愛 五味多恵子              | 1985年7月24日 - 28日      | 銀座みゆき館劇場             |
| 第11回公演                    | ファンレター〜大根役者殺人事件〜  | 秋本一平 永井愛                     | 大石静 永井愛                  | 1986年1月10日 - 12日      | 紀伊國屋ホール               |
| 第12回公演                    | カズオ                            | 永井愛                              | 大石静 永井愛                  | 1986年10月10日 - 12日     | 池袋studio 200               |
|                               | マサコ〜野の花グループの秘密〜    | 永井愛                              | 永井愛 大石静                  | 1986年10月25日 - 11月3日  | 新宿シアターモリエール       |
| 第13回公演                    | 私もカメラ〜黒髪先生事件報告〜    | 永井愛                              | 大石静 永井愛                  | 1987年3月26日 - 31日      | 本多劇場                     |
| 第14回公演                    | ヒロスケ〜哀しみの柿の木          | 永井愛                              | 大石静 永井愛                  | 1988年9月2日 - 15日       | 新宿シアタートップス         |
| 第15回公演                    | 転職日記                          | 永井愛                              | 永井愛 くまもと吉成            | 1989年2月6日 - 12日       | 本多劇場                     |
| 第16回公演                    | あなたと別れたい                  | 永井愛                              | 大石静 永井愛                  | 1990年2月16日 - 3月4日    | 新宿シアタートップス         |
| 第17回公演                    | ファンレター〜大根役者殺人事件～  | 秋本一平 永井愛                     | 永井愛 森山潤久                | 1990年12月5日 - 12日      | 本多劇場                     |
| 第18回公演 （10周年記念公演） | 許せない女                        | 永井愛                              | 大石静 永井愛                  | 1991年11月2日 - 13日      | 新宿シアタートップス         |
| 第19回公演                    | 空の耳〜Big meを探せ              | 永井愛                              | 有福正志 江上真吾              | 1992年7月9日 - 143日      | 本多劇場                     |
| 第20回公演                    | 帰ってこない                      | 永井愛                              | 安藤亮子 大久保美貴            | 1993年7月8日 - 14日       | スペース・ゼロ               |
| 第21回公演                    | 時の物置                          | 永井愛                              | 草村礼子 加藤忠可              | 1994年12月2日 - 15日      | ベニサン・ピット             |
| 第22回公演                    | パパのデモクラシー                | 永井愛                              | 二瓶鮫一 大西多摩恵            | 1995年10月30日 - 11月15日 | ベニサン・ピット             |
| 第23回公演                    | 僕の東京日記                      | 永井愛                              | 山本龍二 大西多摩恵            | 1996年12月5日 - 21日      | ベニサン・ピット             |
| 第24回公演                    | パパのデモクラシー                | 永井愛                              | 中村方隆 大西多摩恵            | 1997年4月2日 - 6日        | 紀伊国屋サザンシアター       |
| 第25回公演                    | 時の物置                          | 永井愛                              | 草村礼子 高橋長英              | 1998年10月8日 - 25日      | ベニサン・ピット             |
| 第26回公演                    | 兄帰る                            | 永井愛                              | 立川三貴 浅野和之              | 1999年6月25日 - 7月11日   | シアタートラム               |
| 第27回公演                    | 萩家の三姉妹                      | 永井愛                              | 余貴美子 南谷朝子 岡本易代     | 2000年11月4日 - 19日      | シアタートラム               |
| 第28回公演 （20周年記念公演） | 日暮町風土記                      | 永井愛                              | 渡辺美佐子 春日宏美            | 2001年12月13日 - 27日     | シアタートラム               |
| 第29回公演                    | 新・明暗                          | 原作：夏目漱石『明暗』 脚本：永井愛 | 佐々木蔵之介 山本郁子          | 2002年10月5日 - 24日      | シアタートラム               |
| 第30回公演                    | 萩家の三姉妹                      | 永井愛                              | 渡辺えり子 南谷朝子 岡本易代   | 2003年10月11日 - 19日     | 世田谷パブリックシアター     |
| 第31回公演                    | 新・明暗                          | 原作：夏目漱石『明暗』 脚本：永井愛 | 佐々木蔵之介 山本郁子          | 2004年10月22日 - 11月7日  | 世田谷パブリックシアター     |
| 第32回公演                    | 歌わせたい男たち                  | 永井愛                              | 戸田恵子 近藤芳正 大谷亮介     | 2005年10月8日 - 11月13日  | ベニサン・ピット             |
| 第33回公演                    | 書く女                            | 永井愛                              | 寺島しのぶ 筒井道隆            | 2006年10月2日 - 10月15日  | 世田谷パブリックシアター     |
| 第34回公演                    | 歌わせたい男たち                  | 永井愛                              | 戸田恵子 近藤芳正 大谷亮介     | 2008年2月29日 - 3月23日   | 紀伊國屋ホール               |
| 第35回公演                    | かたりの椅子                      | 永井愛                              | 竹下景子 山口馬木也 銀粉蝶     | 2010年4月2日 - 4月18日    | 世田谷パブリックシアター     |
| 第36回公演                    | シングルマザーズ                  | 永井愛                              | 沢口靖子 吉田栄作              | 2011年2月20日 - 3月28日   | 東京芸術劇場 小1ホール       |
| 第37回公演                    | こんばんは、父さん                | 永井愛                              | 佐々木蔵之介 溝端淳平 平幹二朗 | 2012年10月26日 - 11月7日  | 世田谷パプリックシアター     |
| 第38回公演                    | 兄帰る                            | 永井愛                              | 鶴見辰吾 草刈民代              | 2013年8月3日 - 9月1日     | 東京芸術劇場シアターウエスト |
| 第39回公演                    | 鷗外の怪談                        | 永井愛                              | 金田明夫 水崎綾女              | 2014年10月2日 - 26日      | 東京芸術劇場シアターウエスト |
| 第40回公演                    | 書く女                            | 永井愛                              | 黒木華 平岳大 木野花           | 2016年1月21日 - 31日      | 世田谷パプリックシアター     |
| 第41回公演                    | ザ・空気                          | 永井愛                              | 田中哲司 若村麻由美 木場勝己   | 2017年1月20日 - 2月12日   | 東京芸術劇場シアターイースト |
| 第42回公演                    | ザ・空気 ver.2 誰も書いてはならぬ | 永井愛                              | 安田成美 眞島秀和 松尾貴史     | 2018年6月23日 - 7月16日   | 東京芸術劇場シアターイースト |
| 第43回公演                    | 私たちは何も知らない              | 永井愛                              | 朝倉あき 藤野涼子              | 2019年11月29日 - 12月22日 | 東京芸術劇場シアターウエスト |
| 第44回公演                    | ザ・空気 ver.3 そして彼は去った…  | 永井愛                              | 佐藤B作 神野三鈴 和田正人      | 2021年1月8日 - 31日       | 東京芸術劇場シアターイースト |
| 第45回公演                    | 鷗外の怪談                        | 永井愛                              | 松尾貴史 瀬戸さおり 木野花     | 2021年11月12日 - 12月5日  | 東京芸術劇場シアターウエスト |
| 第46回公演                    | 歌わせたい男たち                  | 永井愛                              | キムラ緑子 山中崇 相島一之     | 2022年11月18日 - 12月11日 | 東京芸術劇場シアターイースト |

リーディング公演
| 作品名           | 作・演出 | キャスト | 公演期間                                                            | 劇場                         |
| ---------------- | -------- | --- | ------------------------------------------------------------------- | ---------------------------- |
| 走り去る人たち   | 永井愛   | 飯田芳 尾身美詞 神田青 添野愛 川清瀬やえこ 窪真理 小林亮太 十代修介 白木孝宜 須藤蓮 髙橋美帆 塚本小百合 本田慎 毛利悟巳 安川まり 吉田悟郎（五十音順） | 2019年2月3日                                                        | 東京芸術劇場シアターウエスト |
| 立ち止まる人たち | 永井愛   | 安藤瞳 伊島空 西原やすあき 堺小春 鈴木陽丈 竪山隼太 土居志央梨 原田樹里 真魚 山本直寛（五十音順）                                                     | 2020年3月29日 - 4月下旬（予定） ″ 公式YouTubeチャンネルにて無料配信 |                              |
| 振り返る人たち   | 永井愛   | 池岡亮介 池田遼 池辺光完 石川瑠華 稲村梓 瀬戸さおり 多田直人 中山慎悟 松本祐華 湯川玲菜（五十音順）                                                   | 2021年3月27日 - 3月28日                                             | 東京芸術劇場シアターイースト |

## 受賞歴
- 1995年
  - 第50回文化庁芸術祭大賞 公演部門（『パパのデモクラシー』）
- 1998年
  - 第6回読売演劇大賞 優秀作品賞（『時の物置』）
- 2000年
  - 第8回読売演劇大賞 優秀作品賞（『荻家の三姉妹』）
  - 第44回岸田國士戯曲賞（『兄帰る』）
- 2001年
  - 第1回バッカーズアワード 演劇奨励賞（『日暮町風土記』）
- 2005年
  - 第5回朝日舞台芸術賞 グランプリ（『歌わせたい男たち』）
  - 第13回読売演劇大賞 最優秀作品賞（『歌わせたい男たち』）
- 2017年
  - 第25回読売演劇大賞 優秀作品賞（『ザ・空気』）